# NN-82
La carretera NN‑82 es una vía colectora secundaria ubicada en el norte del departamento de Matagalpa. Conecta zonas rurales desde la comunidad El Zapote hasta el municipio de La Dalia, facilitando el acceso a centros de comercio y servicios municipales.

## Trazado y cruces
| km  | Localidad / Punto | Departamento | Conexión / Ruta |
| --- | ----------------- | ------------ | --------------- |
| 0,0 | El Zapote         | Matagalpa    | Camino rural    |
| 4,3 | El Ocote          | Matagalpa    |                 |
| 9,3 | La Dalia          | Matagalpa    | NIC 3           |

## Coordenadas
Uno de los tramos de la NN‑82 puede ser encontrado en las coordenadas: 13°08′28″N 85°39′15″O / 13.1410, -85.6542